# (8111) Hoepli
(8111) Hoepli est un astéroïde de la ceinture principale.

## Description
(8111) Hoepli est un astéroïde de la ceinture principale. Il fut découvert le 2 avril 1995 à Sormano par Augusto Testa et Valter Giuliani. Il présente une orbite caractérisée par un demi-grand axe de 2,65 UA, une excentricité de 0,18 et une inclinaison de 13,8° par rapport à l'écliptique.

## Compléments